# Geraldine Pillay
Geraldine Lititia Pillay (* 25. August 1977 in Kapstadt) ist eine ehemalige südafrikanische Leichtathletin, die sich auf den Sprint spezialisiert hat. Ihren größten Erfolg feierte sie mit dem Gewinn der Goldmedaille bei den Afrikameisterschaften 2004 über 200 Meter.

## Sportliche Laufbahn
Erste internationale Erfahrungen sammelte Geraldine Pillay im Jahr 2002, als sie bei den Afrikameisterschaften in Radès in 23,67 s die Bronzemedaille im 200-Meter-Lauf hinter der Tschaderin Kaltouma Nadjina und Aïda Diop aus dem Senegal gewann, nachdem der ursprünglich Drittplatzierten Kamerunerin Myriam Léonie Mani die Bronzemedaille wegen eines Dopingverstoßes aberkannt wurde. Zudem gewann sie mit der südafrikanischen 4-mal-100-Meter-Staffel in 45,60 s gemeinsam mit Dikeledi Moropane, Dominique Koster und Janice Josephs die Goldmedaille. Im Jahr darauf startete sie im 100-Meter-Lauf bei den Weltmeisterschaften in Paris und schied dort mit 11,47 s im Viertelfinale aus und auch über 200 Meter schied sie mit 23,39 s im Viertelfinale aus. Anschließend belegte sie bei den Afrikaspielen in Abuja in 11,38 s den vierten Platz über 100 Meter und wurde in 23,73 s Fünfte im 200-Meter-Lauf. Zudem gewann sie in 44,44 s gemeinsam mit Dikeledi Moropane, Heide Seyerling und Kerryn Hulsen die Silbermedaille in der 4-mal-100-Meter-Staffel hinter dem Team aus Nigeria. Daraufhin gewann sie bei den Afro-asiatischen Spielen in Hyderabad in 23,48 s die Bronzemedaille über 200 Meter hinter der Kamerunerin Delphine Atangana und Saraswati Saha aus Indien und gelangte mit 11,60 s auf Rang vier über 100 Meter. Zudem sicherte sie sich im Staffelbewerb in 43,75 s die Goldmedaille. 2004 siegte sie in 23,18 s über 200 Meter bei den Afrikameisterschaften in Brazzaville und gewann dort in 11,40 s die Bronzemedaille über 100 Meter hinter den Nigerianerinnen Endurance Ojokolo und Mercy Nku. Zudem sicherte sie sich in 44,42 s gemeinsam mit Dikeledi Moropane, Heide Seyerling und Adri Schoeman die Silbermedaille im Staffelbewerb hinter dem nigerianischen Team. Daraufhin nahm sie über 100 Meter an den Olympischen Sommerspielen in Athen teil und kam dort mit 11,44 s nicht über die erste Runde hinaus. 
2005 gelangte sie bei den Weltmeisterschaften in Helsinki bis ins Halbfinale über 200 Meter und schied dort mit 24,22 s aus, während sie über 100 Meter mit 11,48 s im Viertelfinale ausschied. Im Jahr darauf gewann sie bei den Commonwealth Games in Melbourne in 11,31 s die Silbermedaille über 100 Meter hinter der Jamaikanerin Sheri-Ann Brooks und über 200 Meter gewann sie in 22,92 s die Bronzemedaille hinter den Jamaikanerinnen Sherone Simpson und Veronica Campbell-Brown. Im August gewann sie bei den Afrikameisterschaften in Bambous in 11,67 s die Silbermedaille über 100 Meter hinter der Ghanaerin Vida Anim und auch über 200 Meter musste sie sich in 23,11 s nur Anim geschlagen geben. 2007 startete sie über 200 Meter bei den Weltmeisterschaften in Osaka und schied dort mit 23,55 s im Viertelfinale aus. Im Jahr darauf belegte sie bei den Afrikameisterschaften in Addis Abeba in 23,40 s den vierten Platz über 200 Meter und gelangte mit 11,53 s auf Rang sechs über 100 Meter. Zudem gewann sie in 44,28 s gemeinsam mit Tsholofelo Thipe, Isabel Le Roux und Christine Ras die Bronzemedaille in der 4-mal-100-Meter-Staffel hinter den Teams aus Nigeria und Ghana. Anfang Juli bestritt sie im schwedischen Sundsvall ihren letzten offiziellen Wettkampf und beendete daraufhin ihre aktive sportliche Karriere im Alter von 30 Jahren.
In den Jahren von 2004 bis 2008 wurde Pillay südafrikanische Meisterin im 100-Meter-Lauf sowie von 2005 bis 2007 auch über 200 Meter.

## Persönliche Bestleistungen
- 100 Meter: 11,07 s (+1,6 m/s), 16. April 2005 in Durban
  - 60 Meter (Halle): 7,38 s, 20. Januar 2002 in Allston
- 200 Meter: 22,80 s (−0,3 m/s), 18. März 2005 in Pretoria
  - 200 Meter (Halle): 24,87 s, 1. Dezember 2001 in Boston